# Odprto prvenstvo Francije 2010
Odprto prvenstvo Francije 2010 je teniški turnir za Grand Slam, ki je med 23. majem in 6. junijem 2010 potekal v Parizu.

## Moški posamično
Rafael Nadal :  Robin Söderling, 6–4, 6–2, 6–4

## Ženske posamično
Francesca Schiavone :  Samantha Stosur, 6–4, 7–6(7–2)

## Moške dvojice
Daniel Nestor /  Nenad Zimonjić :  Lukáš Dlouhý /  Leander Paes, 7–5, 6–2

## Ženske dvojice
Serena Williams /  Venus Williams :  Květa Peschke /  Katarina Srebotnik, 6–2, 6–3

## Mešane dvojice
Katarina Srebotnik /  Nenad Zimonjić :  Jaroslava Švedova /  Julian Knowle, 4–6, 7–6(7–5), [11–9]